# Mary Kennedy
Mary Kennedy (* 4. Oktober 1956 in Clondalkin) ist eine irische Fernsehmoderatorin.

## Biografie
Mary Kennedy studierte am University College Dublin und war einige Jahre als Englisch-Lehrerin tätig.
1978 begann sie als Programmsprecherin beim Sender RTÉ und kam dann zum Team von RTÉ News. Sie moderierte 1995 den Eurovision Song Contest. 1997 hatte sie kurzzeitig eine eigene nächtliche Talkshow namens Kennedy. 1998 bis 2003 moderierte sie zusammen mit Marty Whelan das Nachmittags-Magazin Open House. Von 2004 bis 2019 moderiert sie zusammen mit Anne Cassin das Nachrichtenmagazin Nationwide.